# ГЕС Соянг
ГЕС Соянг (소양) — гідроелектростанція в Південній Кореї. Використовує ресурс із річки Соянг, лівої притоки Пукханган, яка, своєю чергою, є правим витоком річки Хан (басейн Жовтого моря).
У межах проєкту річку перекрили земляною греблею висотою 123 метри та довжиною 530 метрів, яка потребувала 9,6 млн м3 матеріалу. Вона утримує водосховище з площею поверхні 70 км2 та об'ємом 2,9 млрд м3 (корисний об'єм 1,9 млрд м3), в якому припустиме коливання рівня в операційному режимі між позначками 150 та 193,5 метра НРМ (у випадку повені останній показник може зростати до 198 метрів НРМ).
Пригреблевий машинний зал обладнали двома турбінами типу Френсіс потужністю по 100 МВт, які при напорі у 90 метрів забезпечують виробництво 353 млн кВт·год електроенергії на рік.
Окрім продукування електроенергії, комплекс постачає 1,2 млрд м3 води на рік для потреб населення та промисловості.